# Michael Willmann
Michael Lukas Leopold Willmann (Königsberg, 1630 – Leubus, 26 agosto 1706) è stato un pittore tedesco.
Fu battezzato il 27 settembre 1630.

## Biografia
Le prime nozioni di pittura Michael Willmann molto probabilmente le apprese dal padre Christian Peter Willmann, pittore di una certa fama a Königsberg. Secondo il pittore suo contemporaneo Joachim von Sandrart, all'età di vent'anni Willmann già superava tutti gli altri pittori della città nella pittura a olio e ad acquarelli. È ipotizzabile che sarebbe voluto andare in Italia per perfezionare la sua arte, ma le devastazioni dovute alla Guerra dei trent'anni finita nel 1648 avrebbero reso pericoloso tale viaggio. Invece andò nei Paesi Bassi, sbarcando ad Amsterdam circa nel 1650.
Fu influenzato in particolare da Rembrandt, che a quell'epoca possedeva un'ampia collezione d'arte che comprendeva anche dipinti del Rinascimento italiano e che Willmann molto probabilmente ha avuto occasione di studiare. Nelle sue opere si riconosce anche l'influsso di Rubens, morto una decina d'anni prima dell'arrivo di Willmann nei Paesi Bassi, delle cui opere però erano in circolazione un gran numero di incisioni.
Dopo alcuni anni Willmann riattraversò la Germania per andare a Praga. Le sue opere di questo periodo sono ancora chiaramente ispirate da Rembrandt. Da Praga si spostò a Bratislava, dove incontrò l'abate Arnold Freiberger, il quale era a capo dell'abbazia cisterciense di Leubus. Freiberger riconobbe che Willmann era un artista chiaramente superiore a quelli locali. Dopo un periodo a Berlino, nel 1660 Willmann diventò il pittore del convento di Leubus.
Il convento, distrutto in guerra, era ricostruito, e toccava a Willmann decorarlo. Già il primo incarico in pratica era un'opera per tutta la vita: per la chiesa in stile gotico, Freiberger gli chiese dodici dipinti dei martiri degli apostoli, ognuno delle dimensioni di circa 4x3 metri. Willmann ci lavorò dal 1661 fino al 1700.
Nel 1662 sposò la vedova Helena Regina Lischka, che aveva un figlio. Insieme ebbero altri cinque figli. Circa un anno dopo il matrimonio Willmann, cresciuto nella tradizione protestante, si convertì al cattolicesimo. Helena Regina potrebbe essere stata la modella per le figure di sante di Willmann.
A parte alcuni viaggi, Willmann passò il resto della sua vita a Leubus. Viveva in una casa confortevole, dove fece delle feste e ricevette ospiti di riguardo. Era profondamente religioso, ma allo stesso tempo un orgoglioso artista barocco. Morì il 26 agosto 1706, e venne sepolto nella cripta della chiesa del convento, il che mostra quanto fosse stimato come artista.